# Dirphia somniculosa
Dirphia somniculosa är en fjärilsart som beskrevs av Pieter Cramer 1777. Dirphia somniculosa ingår i släktet Dirphia och familjen påfågelsspinnare. Inga underarter finns listade i Catalogue of Life.